# 790er
Portal Geschichte | Portal Biografien | Aktuelle Ereignisse | Jahreskalender | Tagesartikel

◄ |
7. Jh. |
8. Jahrhundert
| 9. Jh. | ►

◄ |
760er |
770er |
780er |
790er
| 800er | 810er | 820er | ►

790 |
791 |
792 |
793 |
794 |
795 |
796 |
797 |
798 |
799

## Ereignisse
- 791 bis 803: Feldzug Karls des Großen gegen die Awaren.
- Erster schriftlich erwähnter Überfall der Wikinger auf das englische Kloster Lindisfarne am 8. Juni 793.
- 794 wird in Japan die Hauptstadt des Kaiserreiches von Nara nach Heian-kyō (Kyōto) verlegt. Beginn der Heian-Zeit.
- 795: Erste Dänenüberfälle auf Irland.
- Das Bistum Köln wird zum Erzbistum erhoben. Hildebold wird erster Erzbischof von Köln.